# Acmella filipes
Acmella filipes es una especie de planta herbácea perteneciente a la familia Asteraceae. Es una especie tropical.

## Descripción
Es una hierba anual con el tallo erecto, algunas veces procumbente (recostado en el suelo), verde a morado, no enraizado en los nudos inferiores, frecuentemente muy ramificado, pilosidad (pelos) esparcida a moderada.  Las hojas con pecíolos de 1.2-31 mm de largo, angostamente alados. La lámina anchamente ovada (con forma de huevo) a lanceolada-oblonga (con forma de lanza-más larga que ancha), de 2.5 a 6 cm de largo, hasta 2.7 cm de ancho, aguda a obtusa, redondeada a aguda en la base, algunas veces decurrente (prolongado hacia los extremos del peciolo), márgenes crenados (dientes redondeados) a ondulados, moderadamente pilosas, algunas veces glabras (sin pelos) en ambas superficies, o con pocos pelos largos en las venas, margen ciliado. Las inflorescencias en capítulos (flores sésiles, densas y generalmente sobre una base ensanchada) radiados (con flores liguladas), con pedúnculos (sostén de la inflorescencia) de 2.5-13.5 cm, receptáculo 2.5-7 mm de largo, y 0.3-0.8 mm en diámetro, ápice acuminado. Brácteas del involucro (hojitas que se encuentra alrededor de la inflorescencia) 4-7, lanceoladas a anchamente ovadas, ciliadas, serie exterior 4-8, herbáceos, 1.7-3.8 mm de largos, serie interior (si está presente) 3-6, membranáceas, 2.2-4 mm de largas. Páleas (hojitas dentro de la cabezuela) 2.5-4.1 mm de largo. Flores: Del disco (centrales) comúnmente de 1.5-2 mm de largo antes de abrir, algunas veces hasta 8 mm en fruto, amarillas, estambres café oscuros o negros; flores liguladas (periféricas) cerca de 5, 2.5-6 mm de largo, generalmente alrededor de 5 mm, amarillas, el tubo hasta 1.9 mm de largo y el limbo hasta 5.1 mm.
Frutos y semillas: Fruto un aquenio (fruto simple, seco y que no abre al madurar) de 1.5 mm de largo, glabro, ciliado, vilano de dos o tres cerdas subiguales, con algunas cerdas más cortas entre las cerdas principales; los exteriores (de las flores liguladas) triangulares, los interiores (de las flores tubulares) aplanados y elípticos en corte transversal.

## Taxonomía
Acmella filipes fue descrita por  (Greenm.) R.K.Jansen  y publicado en Systematic Botany Monographs 8: 58. 1985.
Sinonimia
- Spilanthes filipes Greenm.	basónimo
- Spilanthes pammicrophylla A.H.Moore[3]